# Knipowitschia ephesi
Knipowitschia ephesi là một loài cá thuộc họ Gobiidae. Nó là loài đặc hữu của Thổ Nhĩ Kỳ. Môi trường sống tự nhiên của nó là các con sông. Nó bị đe dọa do mất môi trường sống.